# Överrödå (naturreservat)
Överrödå är ett naturreservat i Vindelns kommun i Västerbottens län.
Området är naturskyddat sedan 2012 och är 8 hektar stort. Reservatet ligger på en brant västsluttning öster om Vindelälven norr om orten Överrödå. Reservatet består av granskog med inslag av asp.